# Liste d'églises de Stockholm
Cet article est une liste non exhaustive d'églises de Stockholm, la capitale de la Suède.  

## Liste
| Nom                     | Année          | Coordonnées                      | Image | Congrégation                             |
| ----------------------- | -------------- | -------------------------------- | ----- | ---------------------------------------- |
| Église Adolphe-Frédéric | 1774           | 59° 20′ 16″ N, 18° 03′ 37″ E     |       | Église de Suède                          |
| Église de Bethléem      | 1840, 1956     | 59° 20′ 34″ N, 18° 03′ 31″ E     |       | Mission évangélique (sv)                 |
| Église de Bromma        | XIIème siècle  | 59° 21′ 15″ N, 17° 55′ 14″ E     |       | Église de Suède                          |
| Église d'Engelbrekt     | 1914           | 59° 20′ 39″ N, 18° 04′ 04″ E     |       | Église de Suède                          |
| Cathédrale Saint-Éric   | 1892           | 59° 18′ 50″ N, 18° 04′ 21″ E     |       | Église catholique                        |
| Église Sainte-Eugénie   | 1982           | 59° 19′ 54″ N, 18° 04′ 20″ E     |       | Église catholique                        |
| Église de Philadelphie  | 1930           | 59° 20′ 22″ N, 18° 02′ 04″ E     |       | Pentecotiste                             |
| Église finlandaise      | 1725           | 59° 19′ 32″ N, 18° 04′ 20″ E     |       | Église de Suède Congrégation finlandaise |
| Église Saint-George     | 1958           | 59° 20′ 04″ N, 18° 01′ 25″ E     |       | Église de Suède                          |
| Cathédrale Saint-George | 1874           | 59° 20′ 46″ N, 18° 03′ 46″ E     |       | Église orthodoxe                         |
| Église allemande        | 1580           | 59° 19′ 27″ N, 18° 04′ 18″ E     |       | Église de Suède Congrégation allemande   |
| Église Gustave Adolphe  | 1892           | 59° 20′ 15″ N, 18° 05′ 54″ E     |       | Église de Suède                          |
| Église Gustave Vasa     | 1906           | 59° 20′ 33″ N, 18° 02′ 51″ E     |       | Église de Suède                          |
| Église Hedwige-Éléonore | 1737           | 59° 20′ 07″ N, 18° 04′ 50″ E     |       | Église de Suède                          |
| Église d'Hjorthagen     | 1909           | 59° 21′ 17″ N, 18° 06′ 12″ E     |       | Église de Suède                          |
| Église de Högalid       | 1923           | 59° 19′ 02″ N, 18° 02′ 18″ E     |       | Église de Suède                          |
| Église Emmanuel         | 1974           | 59° 20′ 33″ N, 18° 03′ 48″ E     |       | Église unie de Suède                     |
| Église Saint-Jacques    | 1580           | 59° 19′ 49″ N, 18° 04′ 14″ E     |       | Église de Suède                          |
| Église Saint-Jean       | 1890           | 59° 20′ 22″ N, 18° 03′ 53″ E     |       | Église catholique                        |
| Église Catherine        | 1724           | 59° 19′ 01″ N, 18° 04′ 41″ E     |       | Église de Suède                          |
| Église Sainte-Claire    | 1572           | 59° 19′ 52″ N, 18° 03′ 43″ E     |       | Église de Suède                          |
| Église de Kungsholm     | 1688           | 59° 19′ 44″ N, 18° 02′ 55″ E     |       | Église de Suède                          |
| Église Marie-Madeleine  | 1588           | 59° 19′ 08″ N, 18° 41′ 01″ E     |       | Église de Suède                          |
| Église Saint-Matthieu   | 1903           | 59° 20′ 43″ N, 18° 02′ 33″ E     |       | Église de Suède                          |
| Église d'Oscar          | 1903           | 59° 20′ 00″ N, 18° 05′ 36″ E     |       | Église de Suède                          |
| Église Saint-Pierre     | 1901           | 59° 20′ 14″ N, 18° 03′ 15″ E     |       | Église unie de Suède                     |
| Église anglicane        | 1866, 1913)    | 59° 19′ 57,5″ N, 18° 06′ 08,5″ E |       | Anglicane                                |
| Église de Riddarholmen  | XIIIème siècle | 59° 19′ 29″ N, 18° 03′ 53″ E     |       | Église de Suède                          |
| Chapelle royale         | 1754           | 59° 19′ 35″ N, 18° 04′ 21″ E     |       | Église de Suède                          |
| Église Saint-Sava       | 1991           | 59° 17′ 22″ N, 18° 03′ 42″ E     |       | Église orthodoxe                         |
| Église de Skeppsholm    | 1849           | 59° 19′ 35″ N, 18° 04′ 55″ E     |       | Église de Suède                          |
| Église Sophie           | 1906           | 59° 18′ 44″ N, 18° 05′ 18″ E     |       | Église de Suède                          |
| Église de Spånga        | 1175-1200      | 59° 23′ 29″ N, 17° 54′ 43″ E     |       | Église de Suède                          |
| Église Saint-Etienne    | 1904           | 59° 20′ 51″ N, 18° 03′ 16″ E     |       | Église de Suède                          |
| Église Saint-Siegfried  | 1904           | 59° 18′ 36″ N, 18° 00′ 24″ E     |       | Église de Suède                          |
| Église Saint-Nicolas    | XIIIème siècle | 59° 19′ 33″ N, 18° 04′ 14″ E     |       | Église de Suède                          |